# 古朝鮮

(古)朝鮮
(고)조선

国の標語: 弘益人間(広く人間世界に益をもたらせ)
紀元前108年頃の古朝鮮

古朝鮮（こちょうせん）は、前漢の武帝による漢四郡設置以前の古代朝鮮（紀元前?年 - 紀元前108年）の総称で、後代の李氏朝鮮と対応して使用される。朝鮮歴史で扶餘、辰国とともに最も古代史とされる。後述するように、詳細な議論にはいくつかの異見がある。

## 概要
檀君朝鮮・箕子朝鮮・衛氏朝鮮の三朝鮮の総称。檀君朝鮮は伝説的存在で、実証的な歴史学においては、箕子朝鮮・衛氏朝鮮のみを指すことが多い。檀君朝鮮が存在したという物的証拠が何一つ発見されていないため史実的な根拠は極めて薄弱であるが、韓国では紀元前2333年に檀君朝鮮が建国されたとして検定教科書（中学校は歴史、高校は韓国史）の中に歴史的事実として記述されている。
李氏朝鮮がまだ存在しない13世紀に著された『三国遺事』の「古朝鮮」は、衛氏朝鮮・箕子朝鮮に対応する形で檀君朝鮮を指しており、現在の韓国でも単純に古朝鮮と呼ぶ場合は、この檀君朝鮮を指していることが多い。箕子朝鮮も伝説上の創作された国家とする説と、そのまま史実ではないものの実在した王朝が反映された伝承とする説、史実とする説など見解がわかれている。衛氏朝鮮についてはその実在について確定している。ただし、衛氏朝鮮を「朝鮮」とよぶのは司馬遷の『史記』が最初であるが、これは国名が忘れられていたため便宜的に楽浪郡朝鮮県（現在の平壌）の名を用いたにすぎず、実際の国名ではないとする説もある。中国においては楽浪郡設置後は、もっぱら楽浪郡を指して「朝鮮」と呼んでいた。朝鮮半島で自国名を「朝鮮」と称するのは、10世紀の高麗以降のことである。
古朝鮮は時代順に檀君朝鮮、箕子朝鮮、衛氏朝鮮を含むとされるが、檀君朝鮮は、朝鮮以外では、資料的根拠に欠ける神話・伝説とされている。また、中国では、檀君朝鮮は存在せず、箕子朝鮮及び衛氏朝鮮は中国の藩属国・地方政権であって、朝鮮の歴史に含めるべきではないという主張もある。実際、中国で刊行された総合的中朝関係史である中朝関係通史編写組編『中朝関係通史』（吉林人民出版社、1996年）の章・節名には「古朝鮮」の文言は見あたらない。
中国や日本の学界では「古朝鮮とは、14世紀以後の李氏の朝鮮王朝に対して呼ぶもので、檀君朝鮮・箕子朝鮮・衛氏朝鮮をまとめた呼称である」というような理解の仕方が一般的であるが、中国系の箕子朝鮮と衛氏朝鮮は朝鮮のナショナリズムからは都合が悪いため、韓国の学界は古朝鮮から箕子朝鮮と衛氏朝鮮を取り除こうと主張している。古朝鮮＝三朝鮮は、朝鮮の歴史とアイデンティティと領域問題とに緊密に連結され、箕子朝鮮を認めれば、紀元前11世紀以前の檀君朝鮮も認めることになるが、この時から中国の支配を認める計算になる。したがって、韓国の学界は、箕子朝鮮の歴史性を否定するため、三朝鮮の枠組みで古朝鮮を捉えることを批判して、箕子朝鮮は古朝鮮に「割り込んできた」のだから、古朝鮮から檀君朝鮮は含んだまま箕子朝鮮、あわよくば衛氏朝鮮も取り除こうとする。尹乃鉉は、箕子朝鮮の存在を認めるが、韓半島の外側、古朝鮮西部辺境で古朝鮮と並存した小国であり、箕子朝鮮を継承した衛氏朝鮮まで共にくくって一緒に朝鮮半島の歴史から抜いてしまえば良い、と主張する。これは、檀君朝鮮の正統性を優先視する在野史学界の立場が反映されたものである。高麗大学のパク・デジェは、三朝鮮は高麗後期から朝鮮時代初期に構成を整え、李承休は『帝王韻紀』で古朝鮮を檀君と箕子を分離した。これが朝鮮時代初期の『高麗史』や『東国通鑑』などで檀君（前朝鮮） - 箕子（後朝鮮） - 衛氏朝鮮の三朝鮮を同等に連結する体制が確立され、それ以前には古朝鮮を三朝鮮と把握しなかった。したがって、パクは「箕子朝鮮が私たちの歴史に体系化されたのは伝統的古朝鮮史に小中華主義を背景に脈絡なしに割り込んだ『闖入』過程」「それでも三朝鮮説体系が維持されるのは学界がじっくり考えなければならない問題」と古朝鮮＝三朝鮮をあえて守る必要があるのかと批判している。申采浩は『読史新論』『朝鮮上古史』などで箕子を檀君の臣下とみて、箕子朝鮮を歴史叙述から最初から抜いてしまうこともあった。
宮脇淳子は、「古朝鮮」を「朝鮮半島に存在した古代国家の総称で、檀君朝鮮、箕子朝鮮、衛氏朝鮮の三つを指すが、檀君朝鮮の実在を証明する証拠は一切発見されておらず、実証的な歴史学では存在が疑問視されている。一方、13世紀の史書『三国遺事』では檀君朝鮮を古朝鮮と称していて、『朱蒙』ではこの概念を踏襲し、意図的に箕子朝鮮、衛氏朝鮮の存在を無視している」と解説している。
従来の韓国の学界の見解では、朝鮮半島における青銅器使用が紀元前10世紀前後であるため、紀元前24世紀頃の古朝鮮建国は不可能だとしている。
中国の歴史教科書は一律に「紀元前2世紀から紀元前3世紀、古朝鮮領域には様々な種族が散らばり暮らしていた」と記述、「衛満（燕国出身の亡命者）が衛氏朝鮮建国」と説明、衛氏朝鮮以前に朝鮮半島に政体はなく、外的要因によって古朝鮮が形成されたという認識を植え付けており、東北アジア歴史財団研究員の오강원は、「中国の歴史教科書の記述は、古朝鮮は野蛮、中国は文明世界という意識が敷かれている」「未開な古朝鮮社会を中国の文明人が開花させたというイメージを植え付けている」と指摘している。

## 古朝鮮の建国年
北朝鮮は発掘した檀君陵の「檀君骨」を電子スピン共鳴測定法による年代測定にかけたところ、5011年±267年以前という測定結果がでたと主張し、古朝鮮建国を686年遡らせ、「紀元前2333年という古朝鮮建国年代は堯が即位して50年目であるという『三国遺事』の記録に基づいており、これは中国に先んじてはならないという事大主義のため、中国と建国年代を同時期にしたものであり、檀君の建国年代は紀元前30世紀でなければならない」と主張している。
李基白（朝鮮語: 이기백、西江大学）は、「紀元前31世紀に古朝鮮を建国したという主張は成立しません。国家が形成されるには青銅器時代が必要です。朝鮮の青銅器時代は遡っても紀元前12世紀です。古朝鮮領域で発見された琵琶形銅剣がその時代のものです。それ以前は新石器時代であり、世界の歴史において、新石器時代に国家を形成した事例はありません」「青銅器時代以降であることが国家の成立条件であり、古朝鮮の建国年代は紀元前10世紀とみるしかありません」「朝鮮人の先祖が新石器時代に国家を建国したと主張するのは、子供が生まれてすぐに走り回り、学校に行き、結婚したという主張と同様です。そんな主張をすると、世界の笑いものです。それは韓国が学問未開国になるということです」と述べている。
盧泰敦（朝鮮語: 노태돈、ソウル大学）は、古朝鮮が紀元前2333年に建国したというのは、中国の堯と同時代に朝鮮に国家が存在し、朝鮮の歴史が中国の歴史に劣らないほど永いということを主張するためであり、歴史的事実ではなく、朝鮮上古の紀年を間延びさせているに過ぎず、「紀元前2333年という古朝鮮建国年代は、考古学調査による青銅器文化をみたときに、紀元前10世紀前後でしかない」と主張している。
宋鎬晸（朝鮮語: 송호정、韓国教員大学）は、徐居正らが著した『東国通鑑』が中国北宋の司馬光の『資治通鑑』を参考にして、堯の即位を紀元前2357年に設定し、堯の即位より25年後の紀元前2333年に檀君が古朝鮮を建国したと設定したのであり、建国年に具体的な根拠があるわけではなく、建国年としては意味がないと指摘している。

## 古朝鮮の考古学
1962年末か1963年春頃、北朝鮮の崔庸健最高人民会議常任委員会委員長は、周恩来中国首相にたびたび中国東北部の考古調査や発掘を進行し、古朝鮮の発祥地を探すことを要求した。韓東育（東北師範大学副学長）は、その時の崔庸健と周恩来のやり取りを紹介している。